# 終極戰士：時空獵襲者
《終極戰士：時空獵襲者》（英語：Predator: Killer of Killers）是一部2025年美國多段式成人動畫科幻動作恐怖片，《終極戰士系列》第六部作品，也是該電影系列的首部動畫電影，由丹·崔克坦伯格執導，喬舒亞·華松（Joshua Wassung）擔任聯合導演，米喬·羅伯特·魯塔雷（Micho Robert Rutare）編劇，琳賽·拉凡希（Lindsay LaVanchy）、路易斯·小澤·張簡、瑞克·岡薩雷斯和麥可·賓恩配音。
《終極戰士：時空獵襲者》在美國於2025年6月5日上線Hulu；海外地區於同日上線Disney+。

## 配音員
- 琳賽·拉凡希（Lindsay LaVanchy）聲演厄莎（Ursa）
  - 謝拉米·李聲演年輕時期的厄莎
- 路易斯·小澤·張簡聲演鐮上憲次（Kenji Kamakami）
  - 張簡同時聲演鐮上清志（Kiyoshi Kamakami）
- 瑞克·岡薩雷斯聲演約翰·托瑞斯（John Torres）
- 麥可·賓恩聲演凡迪（Vandy）
- 道格·柯寇（英语：Doug Cockle）聲演埃納爾（Einar）
- 達米安·哈斯（Damien Haas）聲演安德斯（Anders）
- 勞倫·霍特（英语：Lauren Holt）聲演芙蕾雅（Freya）
- 傑夫·利奇（Jeff Leach）聲演伊瓦爾（Ivar）
- 彼得·麥可（英语：Piotr Michael）聲演古納（Gunnar）
- 安德魯·莫加多（Andrew Morgado）聲演佐蘭酋長（Chief Zoran）
- 費利克斯·索利斯（英语：Felix Solis）聲演托瑞斯的父親
- 布里頓·瓦特金斯（Britton Watkinso）聲演終極戰士
- 阿诺德·施瓦辛格、丹尼·格洛弗及安柏·米桑德分別於片尾彩蛋中以未掛名的動畫形像客串飾演艾倫·「達奇」·薛佛、麥可·「麥克」·哈里根及納魯，三者分別為1987年電影《鐵血戰士》、1987年電影《铁血战士2》及2022年電影《終極戰士：獸獵者》的主角。

## 製作
2024年10月，二十世紀影業總裁史蒂夫·阿斯貝爾（Steve Asbell）在接受《好萊塢報導》採訪時透露，2022年電影《終極戰士：獸獵者》的導演丹·崔克坦伯格已經編寫一部處於保密階段的《終極戰士系列》電影的劇本，崔克坦伯格亦將執導並擔任製片人。該片將在他的另一部電影《終極戰士：殺戮星球》推出之前上映。2025年4月，該片被揭露為動畫電影，正式名稱為《終極戰士：時空獵襲者》（Predator: Killer of Killers），由琳賽·拉凡希（Lindsay LaVanchy）、路易斯·小澤·張簡、瑞克·岡薩雷斯和麥可·賓恩配音。張簡此前曾在2010年電影《終極戰士團》中飾演鐮上半藏（Hanzo Kamakami）。
米喬·羅伯特·魯塔雷（Micho Robert Rutare）擔任編劇之一。崔克坦伯格和聯合導演喬舒亞·華松（Joshua Wassung）將同時製作《時空獵襲者》和《殺戮星球》。班傑明·沃爾費許擔任配樂工作，這也是他首次為動畫電影進行配樂。電影原聲帶於2025年6月6日發行。

## 發行
《終極戰士：時空獵襲者》在美國於2025年6月5日上線Hulu；海外地區於同日上線Disney+。

## 評價
根据評論匯總网站爛番茄汇总的69篇评论文章，97%的评论家给予该作正面评价。在Metacritic上，17位影評人共給予了78分的分數（滿分100分），這部電影獲得了「普遍好評」。

## 外部連結
- 互联网电影数据库（IMDb）上《終極戰士：時空獵襲者》的资料（英文）
- 爛番茄上《終極戰士：時空獵襲者》的資料（英文）
- Metacritic上《終極戰士：時空獵襲者》的資料（英文）
- AllMovie上《終極戰士：時空獵襲者》的资料（英文）
- 豆瓣电影上《終極戰士：時空獵襲者》的資料 （简体中文）